# Charles Keeping
Charles William James Keeping född 22 september 1924, död 16 maj 1988, var en brittisk illustratör, barnboksförfattare och litograf.
Keepings första genomslag hos allmänheten kom med hans illustrationer till Rosemary Sutcliffs historiska romaner för barn och han skapade mer än tjugo bilderböcker. Han fick mottaga Kate Greenaway Medal för sina barnboksillustrationer två gånger: för Charley, Charlotte and the Golden Canary, 1967, och för en illustrerad utgåva av Alfred Noyes dikt The Highwayman, 1981. Han illustrerade The God Beneath the Sea, av Leon Garfield och Edward Blishen, vilken fick Carnegie Medal 1970. Han illustrerade även Charles Dickens samlade verk för Folio Society samt Alan Garners bok Elidor, det gyllene landet.
Hans litografier har varit utställda i London, Italien, Österrike och USA, till exempel vid International Exhibition of Lithography i Cincinnati 1958. Han har tryck i många samlingar, till exempel i Victoria and Albert Museum.

## Biografi
Keeping föddes och växte upp i Lambeth London. Han lämnade skolan vid 14 års ålder. 1942 blev han inkallad och tjänstgjorde vid Royal Navy. 1946 återvände han till London men hade drabbats av depression. Han fick behandling och var ett tag institutionaliserad och blev helt frisk.
Han ansökte om att få studera konst vid Regent Street Polytechnic, men fick avslag under flera år och arbetade då med att läsa av mätare för ett gasföretag under dagarna och tog lektioner i målning på kvällarna. Han stod även modell för andra konststuderande och det var vid ett sådant tillfälle 1949 han träffade Renate Meyer som han senare gifte sig med 1952.
Keeping kom till slut in vid Regent Street Poly, där han bland annat undervisades av illustratörerna Nigel Lambourne och Stuart Tresilian.

## Publicerade verk
Charles Keepings första publicerade verk var en dagspresserie i Daily Herald, vilken han ritade under fyra år med början 1952. Han ritade även serier för Jewish Chronicle, var politisk tecknare för Middle Eastern Review under en tid och bidrog senare med material till Punch.
Hans första bok gavs ut 1953 och var en humoristisk bok om hälsa med titeln Why Die of Heart Disease?, och han illustrerade också studentlitteratur, men hans genombrott kom 1957 då han illustrerade Rosemary Sutcliffs historiska ungdomsroman The Silver Branch, som han senare kom att referera till som sin första bok. Hans bilder var kraftfulla och lekte med konventionerna om illustrationers storlek och placering i texten, och han skulle framöver illustrera många fler ungdomsromaner av Sutcliff, Henry Treece, Charles Kingsley, Alan Garner, Geoffrey Trease, Charles Causley, Kevin Crossley-Holland med flera. Leon Garfield och Edward Blishens återberättelser av grekiska myter, The God Beneath the Sea, vilken Keeping illustrerade 1970, fick ta emot Carnegie Medal under samma år.
Han arbetade också med romaner för vuxna, till exempel utgåvorna av Henry Rider Haggards King Solomon's Mines (Kung Salomos skatt) och Wilkie Collins The Moonstone. 1964 påbörjade han ett samarbete med Folio Society med en utgåva av Emily Brontës Wuthering Heights (Svindlande höjder). Han illustrerade även Erich Maria Remarques All Quiet on the Western Front (På västfronten intet nytt), Horace Walpoles Borgen i Otranto, Victor Hugos Les Misérables (Samhällets olycksbarn) med flera.
1966 skapade han sina första bilderböcker, Black Dolly och Sean and the Carthorse, båda om vanskötta arbetshästar. Han följde upp dessa med Charley, Charlotte and the Golden Canary 1967. Det är en modern saga om två barn som växer upp på samma gata, separeras då en av familjerna flyttar, men återförenas tack vare en kanariefågel, Charley skildrar det gradvisa försvinnandet av det London som Keeping växte upp i, ett tema som han regelbundet skulle komma tillbaka till. De färgrika illustrationerna är oordnade och spontana med intensiva färger och gav Keeping hans första Kate Greenaway Medal.
Keeping skapade 15 bilderböcker för Oxford University Press, och ett flertal till för andra förlag. Joseph's Yard (1969) och Through the Window (1970), har också gjorts som kortfilmer för BBC:s "Storyline" program. Speciellt Through the Window uppvisar många av Keepings tekniker och teman. Den berättas genom en liten pojke som står och studerar händelser på gatan utanför sitt sovrumsfönster, illustrationerna är fulla av intensivt kvällsljus, färger och rörelser. Andra bilderböcker är Richard (1973), om en dag i en polishästs liv; Wasteground Circus (1975), om en circus magiska effekt på två unga pojkar då den kommer till staden; och Willie's Fire Engine (1980), en romantisk, drömlik berättelse om en ung pojke i Edinburghs dröm om att bli en brandman.
1975 producerade Keeping sitt kanske mest personliga verk, Cockney Ding Dong, en 190-sidig volym som samlar och illustrerar de traditionella sånger som familjen brukade sjunga under hans barndom. En skiva med några av sångerna gavs också ut, sjungna av Keepings familjemedlemmar. Charles Keeping själv sjunger "They're Moving Father's Grave to Build a Sewer!"
1978 illustrerade han The Pickwick Papers, (Pickwickklubben), det var början på ett projekt att illustrera Charles Dickens samlade verk för Folio Society. Hans kunskaper om det försvinnande industriella London gjorde att han passade för jobbet. Han illustrerade två böcker om året och avslutade sitt uppdrag 1988 med Martin Chuzzlewit.
Oxford University Press skapade ett nytt format för Keeping - den svartvita bilderboken för ungdomar. Keeping gjorde fyra böcker i detta format: The Highwayman (1981), där han illustrerade Alfred Noyes dikt, för vilken han vann sin andra Kate Greenaway Medal; Beowulf (1982), bearbetad från den fornengelska episka dikten av Kevin Crossley-Holland, i vilken illustrationerna gav en viss sympati för monstret; The Wedding Ghost (1985), en berättelse av Leon Garfield; och The Lady of Shalott (1986), den välkända dikten av Alfred Tennyson. Influenserna till den svenska illustratören John Bauer kan tydligast ses i Beowulf.
Keeping fortsatte att producera bilderböcker från och till, till exempel Sammy Streetsinger (1984), om en gatusångares väg till framgång till popstjärna och sedan om återvändandet till lycklig obemärksamhet, och hans sista bok, Adam and Paradise Island, ännu en berättelse om Londons förändrade landskap som gavs ut postumt 1989.
Keeping dog av en hjärntumör 16 maj 1988. Hans änka, Renate Meyer, driver Keeping Gallery, som visar upp hans och hennes egna verk.